# François Faber
Jean François Faber (Aulnay-sur-Iton, 26 de enero de 1887-Carency, 9 de mayo de 1915), fue un ciclista profesional luxemburgués de principios del siglo XX, cuyo mayor mérito fue el ser el primer no francés en conseguir ganar el Tour de Francia (en 1909).

## Biografía
El padre de Jean-François era natural de la localidad de Wiltz en Luxemburgo. Su madre era de Lorena, por aquel entonces perteneciente al Imperio Alemán. Jean-François nació en Francia, pero heredó la nacionalidad luxemburguesa de su padre. Por eso a pesar de portar pasaporte luxemburgués, Faber vivió toda su vida en Francia y se consideraba francés. Era de gran estatura, midiendo alrededor de 1,80 m.
François Faber fue hermanastro del ciclista francés Ernest Paul. Su carrera profesional duró desde 1906 a 1914. Durante ese tiempo consiguió 27 victorias y militó en cuatro equipos ciclistas diferentes. La más importante de sus victorias fue el Tour de Francia 1909, en el que, además, consiguió ganar 6 etapas, 5 de ellas de forma consecutiva, lo cual es un récord aun no igualado. Consiguió otros dos segundos puestos más en la ronda francesa en las ediciones de 1908 y 1910.
Su patriotismo francés le llevó a enrolarse en la Legión extranjera. Murió en combate en 1915, durante la Primera Guerra Mundial. Según la crónica de la época, el ganador luxemburgués del Tour de Francia murió en una trinchera en el frente oeste de la Primera Guerra Mundial. Cuando recibió un telegrama diciendo que su mujer había dado a luz a una niña saltó de alegría. Un soldado alemán se dio cuenta, disparando y causándole la muerte. Tenía 28 años.
En la sexta etapa del Tour de Francia 2014, la organización del mismo le rindió un homenaje al paso por las regiones donde se disputó la Primera Guerra Mundial

## Palmarés
| 1908 - Giro de Lombardía - 2.º en el Tour de Francia, más 4 victorias de etapa 1909 - 1.º en el Tour de Francia, más 6 victorias de etapa - París-Tours - Sedan-Bruselas - París-Bruselas 1910 - 2.º en el Tour de Francia, más 3 victorias de etapa - París-Tours | 1911 - Burdeos-París - 2 etapas del Tour de Francia 1913 - París-Roubaix - 1 etapa de la Vuelta a Bélgica - 2 etapas del Tour de Francia 1914 - 2 etapas del Tour de Francia |

## Resultados en las grandes vueltas
| Carrera         | 1906 | 1907 | 1908 | 1909 | 1910 | 1911 | 1912 | 1913 | 1914 |
| --------------- | ---- | ---- | ---- | ---- | ---- | ---- | ---- | ---- | ---- |
| Giro de Italia  | X    | X    | X    | -    | -    | -    | -    | -    | -    |
| Tour de Francia | Ab.  | 7.º  | 2.º  | 1.º  | 2.º  | Ab.  | 14.º | 5.º  | 9.º  |
| Vuelta a España | X    | X    | X    | X    | X    | X    | X    | X    | X    |
| Mundial en Ruta | X    | X    | X    | X    | X    | X    | X    | X    | X    |

-: no participa

Ab.: abandono

## Equipos
- Labor (1906-1907)
- Peugeot (1908)
- Alcyon (1909-1911)
- Automoto (1912)
- Peugeot (1913-1914)